# Words (álbum de Sara Evans)
Words es el 9⁰ álbum de estudio grabado por la cantante y compositora estadounidense Sara Evans. Fue lanzado de forma independiente el 21 de julio del 2017 a través de su propio sello discográfico Born To Fly Records. El primer sencillo del álbum es "Marquee Sign". 

## Lista de canciones
| CD    |                                            |          |  |
| N.º   | Título                                     | Duración |  |
| 1.    | «Long Way Down»                            | 4:14     |  |
| 2.    | «Marquee Sign»                             | 4:00     |  |
| 3.    | «Diving in Deep»                           | 2:36     |  |
| 4.    | «All the Love You Left Me»                 | 4:17     |  |
| 5.    | «Like the Way You Love Me»                 | 3:04     |  |
| 6.    | «Rain and Fire»                            | 3:38     |  |
| 7.    | «Night Light»                              | 3:38     |  |
| 8.    | «I Need a River»                           | 4:22     |  |
| 9.    | «I Don't Trust Myself»                     | 3:34     |  |
| 10.   | «Make Room at the Bottom»                  | 3:12     |  |
| 11.   | «Words»                                    | 2:48     |  |
| 12.   | «I Want You»                               | 3:41     |  |
| 13.   | «Letting You Go»                           | 4:11     |  |
| 14.   | «A Little Bit Stronger (Versión Acústica)» | 4:40     |  |
| 51:55 |                                            |          |  |